# Обервил ла Манијел
Обервил ла Манијел (фр. Auberville-la-Manuel) насеље је и општина у северној Француској у региону Горња Нормандија, у департману Приморска Сена која припада префектури Дјеп.
По подацима из 2011. године у општини је живело 117 становника, а густина насељености је износила 38,74 становника/km². Општина се простире на површини од 3,02 km². Налази се на средњој надморској висини од 80 метара (максималној 85 m, а минималној 23 m).

## Демографија
| 1962. | 1968. | 1975. | 1982. | 1990. | 1999. | 2011. |
| ----- | ----- | ----- | ----- | ----- | ----- | ----- |
| 174   | 207   | 166   | 145   | 127   | 103   | 117   |

График промене броја становника у току последњих година